# Rhabdamia mentalis
Rhabdamia mentalis är en fiskart som först beskrevs av Barton Warren Evermann och Seale, 1907.  Rhabdamia mentalis ingår i släktet Rhabdamia och familjen Apogonidae. Inga underarter finns listade i Catalogue of Life.